# Spirostachys africana
Espèce
Synonymes
- Excoecaria africana (Sond.) Müll.Arg.[1]
- Excoecaria synandra Pax[1]
- Excoecariopsis synandra (Pax) Pax[1]
- Sapium africanum (Sond.) Kuntze[1]
- Spirostachys synandra (Pax) Pax[1]
- Stillingia africana (Sond.) Baill.[1]

Spirostachys africana est une espèce de plantes à fleurs de la famille des Euphorbiaceae. C'est un arbre trouvé en Afrique australe.
C'est une espèce dont les graines peuvent être qualifiées de pois sauteurs, du fait de la présence de la chenille du papillon Emporia melanobasis à l'intérieur.